# ハートビート (2016年の映画)
ハートビート(原題：High Strung)は、2016年のアメリカ合衆国のドラマ映画。
マイケル・ダミアンが監督し、ジャニーン・ダミアンとマイケル・ダミアンが脚本した。出演は、キーナン・カンパ 、ニコラス・ガリツィン、ジェーン・シーモア、ソノヤ・ミズノ、リチャード・サウスゲート、ポール・フリーマンなど。
本作は、アメリカ合衆国で2016年4月に公開された。続編のHighStrung：FreeDanceが2019年に公開された。

## ストーリー
クラシックバレエのダンサーであるルビー（キーナン・カンパ ）は、奨学金を得てマンハッタン芸術学院(MCA)に入学し、初めてのニューヨーク生活を始める。ルームメイトでクラスメイトのジャスミン（ジャジー、ソノヤ・ミズノ）と仲良くなり、学校でも励まし合い、放課後も一緒に遊びに行く。
イギリス人バイオリニストのジョニー（ニコラス・ガリツィン）は、アメリカ合衆国に不法滞在してニューヨークの下町に暮らしている。地下鉄の駅などで演奏して小銭を稼ぎ、グリーンカードを得るために街の弁護士に貯めたお金を支払うが、その弁護士は行方をくらましてしまう。彼の部屋の下の階には、ヒップホップダンスチーム『スイッチ・ステップス』のたまり場があり、彼らと知り合いになる。
ある日、ルビーは、地下鉄の駅でジョニーが演奏しているのを見かけ、そのユニークな演奏と彼の姿に惹かれる。しかし、折しもその近くで2組のヒップホップダンサーたちがダンスバトルを始め、それに気を取られるうちにルビーは押されて転び、それを助けようとしたジョニーはバイオリンを盗まれてしまう。彼女は責任を感じて街中の古物商を回って盗品が来ていないかどうかを探そうとする。
ある日彼女は、ダンサーが弦楽器奏者と共演するコンクールがあり、優勝者には賞金と奨学金で音楽院に通える権利が与えられ、それが得られれば学生ビザも得られることを知り、ジョニーに出場を勧めるとともに、通っている音楽院からバイオリンを借りて彼に使ってもらおうとするが、彼は彼女が奨学金で通っているとは知らずに、金持ちの施しは受けないという態度で断ってしまう。しかし彼も彼女に惹かれており、断ったことを後悔する。
ルビーやジャスミンと同じ音楽院に通うバイオリニストのカイル（リチャード・サウスゲート）もルビーに惹かれており、彼女を自分の支援パーティーに招待する。そこで偶然ジョニーがアルバイトをしており、ジョニーがルビーとダンスをする姿を見て怒り、ジョニーにバイオリンバトルを挑み、ジョニーもつい熱くなって応じてしまう。ジョニーとルビーは仲直りをして、共にコンクールに出場することを決め、『スイッチ・ステップス』のメンバーたちにも参加を求める。対して、カイルは一度はルビーを引き抜こうとして失敗し、代わりに学校一のダンサーであるエイプリルと出場することにし、有名ダンサーたちを仲間に入れる。
コンクール当日、ルビーはついにジョニーのバイオリンを取り戻すが、ジョニーは不法滞在で警察に捕まってしまう。本番ギリギリにジョニーは会場にかけつけ、彼らのチームはカイルたちのチームを破って見事優勝する。

## キャスト
- ルビー：キーナン・カンパ（英語版） - 音楽院に通うダンサー
- ジョニー・ブラックウェル：ニコラス・ガリツィン - 英国人バイオリニスト
- ジャスミン（ジャジー）：ソノヤ・ミズノ - ルビーのクラスメイトであり、ルームメイト
- オクサナ：ジェーン・シーモア - 音楽院でコンテンポラリーダンスを教える教員
- カイル：リチャード・サウスゲート - 音楽院に通うバイオリニスト
- クラムロフスキー：ポール・フリーマン - 音楽院でバレエを教える教員
- ヘイワード：マーカス・エマニュエル・ミッチェル - 『スイッチ・ステップス』のリーダー
- マルコヴァ：マヤ・モルゲンステルン - 音楽院の校長
- エイプリル：アナベル・クタイ - ルビーとジャスミンのクラスメイト
- クリスピー：ジョン・シルバー - 『スイッチ・ステップス』のメンバー
- リック：イアン・イーストウッド - 『スイッチ・ステップス』のメンバー
- ポップタート：コンフォート・フェドケ - 『スイッチ・ステップス』のメンバー
- ジェット：コリーヌ・ホルト - 『スイッチ・ステップス』のメンバー
- ティプトー：ロレンツォ・カマロタ - 『スイッチ・ステップス』のメンバー
- ジャクソン：トム・ラッセル - 『スイッチ・ステップス』のメンバー
- オリー：ソニック - 『スイッチ・ステップス』のメンバー
- メアリー：ミランダ・ウィルソン - ルビーの母
- ニール：オリバー・レイノル - 偽弁護士

## 製作

### 企画
本作のストーリーは、共同脚本のジャニーン・ダミアン（マイケル・ダミアン監督の妻）の経験に基づいている。彼女はミシシッピ州ジャクソン出身で、14歳のときに奨学金を得てニューヨークのバレエ学校に入学し、後にコンテンポラリーのプロダンサーとなった 。

### キャスティング
2014年のソチ冬季オリンピック期間中に放映された、ロシアのアイススケートとバレエへの情熱を探るNBCの特番に出演していたキーナン・カンパをダミアン夫妻が観ており、彼女こそ本作の主役にふさわしいと彼女に連絡を取った。彼女はプロのダンサーとして活動していたが、ちょうどそのときは腰を痛めて休業中だったため、治療とリハビリが済んだら出演したいと回答した。

### 撮影
本作の舞台はニューヨークであるが、自主制作で予算が限られていたため、ほとんどのシーンはルーマニアで撮影された。
ニコラス・ガリツィンは、ギターは弾けるがバイオリンは弾けないため、撮影の数週間前から家庭教師の指導を受け、撮影のない日は毎晩のように練習をしてフェイクの撮影に備えた。

## 公開
この映画は、2016年2月6日のサンタバーバラ国際映画祭でプレミア上映された、2016年4月に公開された 。 
映画に登場する曲には、歌手/女優のニア・スーによる「DJFav」が含まれる。

## 評価
Rotten Tomatoesでは、8人の批評家からのレビューに基づいてこの映画のスコアは75％だった。 

## 続編
続編のHigh Strung Free Dance （別名：Free Dance）は、2019年10月に劇場公開され 、2020年5月31日にNetflixで公開された 。ハリー・ジャービス、ジュリエット・ドハーティ、トーマス・ドハーティらが出演し、本作のキャストからは唯一ジェーン・シーモアだけが出演している。